# Pudgala
Pudgala (en pâli puggala, chinois: bǔtèjiāluó 补特伽罗 ou 補特伽羅) est un terme sanskrit de la philosophie du bouddhisme et du jaïnisme, qui signifie selon le contexte « corps, matière ; individu, ego ».

## Dans le bouddhisme
Dans le bouddhisme, pudgala désigne le sujet qui se réincarne sans cesse . Ce concept n'était toutefois reconnu que par certaines écoles du bouddhisme, appelées Pudgalavādin, « adeptes de la doctrine du pudgala ». C'était le cas des Vaibhashika, dont faisait partie Vasubandhu.
Ce terme, comme d'autres désignant une entité, un "je", tel ātman, ne représentent en général dans le bouddhisme qu'une simple désignation dans l'expression d'une vérité conventionnelle (pali : vohāra-vavana). Dans le sens ultime (pali : paramattha), il n'existe que des phénomènes en perpétuelle transformation (cf. skandha).
L'objectif du bouddhisme est de permettre aux êtres humains de sortir de la réincarnation douloureuse. À cause de la vision erronée de considérer le "moi" et le monde extérieur comme des existences réelles, et pour garantir une vie normale sinon heureuse, "je" entre souvent en conflits avec les autres, ainsi pourrait être commis un mauvais karma corporel, oral ou mental qui "m"'entraînera inévitablement à recevoir une rétribution, cette longue chaîne de causes et effets "m"'attache donc solidement à la roue de la transmigration.
Pour éviter de prendre par ignorance ce sujet karmique comme le "moi", on l'appelle le pudgala dans le bouddhisme. Ce pudgala change en suivant son karma, il est plutôt un objet soumis à la loi de cause et effet qu'un sujet que "je" peux commander à "ma" guise.
La bonne compréhension de ce point important s'associe étroitement à l'éveil qui est de comprendre parfaitement la vérité ultime. Le bouddha a prêché douze sortes de soutras et quatre-vingt-quatre mille méthodes pour la libération des êtres souffrants, mais l'anātman du pudgala et du dharma est un des points les plus cruciaux, c'est justement pour éclaircir ce point clé que le bodhisattva Vasubandhu a écrit le Traité de la porte claire des cent dharma du mahāyāna (sk: Mahāyāna śatadharma prakāśamukha śāstra; ch: Dàchéng bǎifǎ míngmén lùn 《大乘百法明门论》).

## Dans le jaïnisme
Dans le jaïnisme, pudgala est synonyme de: matière, matière inerte qui peuple la Terre, matière non-sensitive. Il fait partie des dravya au même titre que les jivas : les âmes par exemple ou l'espace: l'akasa. Les qualités du pudgala sont appelées gunas: la couleur, la sensation du toucher, le goût et l'odeur.